# Jack Irons
Jack Steven Irons (Los Angeles, 18 juli 1962) is een Amerikaans drummer, bij het grote publiek bekend als de voormalige drummer van de band Red Hot Chili Peppers. Ook drumde hij voor Redd Kross, Raging Slab, Joe Strummer, Latino Rockabilly War, Pearl Jam, Eleven, Mark Lanegan en Neil Young.
- Library of Congress Control Number: no2009156566
- MusicBrainz: 6305aa7b-97c7-46ae-b9b9-5d0c73f18e54
- Virtual International Authority File: 101470515
- WorldCat: E39PBJdCrcPr66xRfTFkhdGmBP